# Mac OS X Leopard
Mac OS X 10.5, conegut també com a «Leopard» és un sistema operatiu d'Apple, el sisè de la família Mac OS X per a ordinadors personals. Esta nova versió va ser mostrada per primera vegada a la Worldwide Developers Conference (WWDC) del 2006. Aquest sistema operatiu va ser llançat el 26 d'octubre de 2007.
El Mac OS X Leopard serà compatible amb els ordinadors Macintosh més nous, amb processador d'Intel, però també podrà ser instal·lat en màquines més antigues, amb processadors PowerPC G4 o PowerPC G5 d'IBM.

## Requeriments del sistema
Característiques per a instal·lar Mac OS X Leopard:
- Ordinador Macintosh amb processador PowerPC G4 (867 MHz o superior), PowerPC G5 o Intel.
- Lector de DVD.
- 512 MB de RAM.
- 9 GB d'espai al disc dur.

## Noves Característiques
La nova versió del Mac OS inclou, segons la mateixa Apple, més de 300 novetats entre noves ferramentes i millores internes del sistema. Les noves característiques més importants per a l'usuari final seran les següents:
- Time Machine, una aplicació que permetrà a l'usuari recuperar arxius esborrats amb anterioritat.
- Front Row i Photo Booth estaran a l'abast de tothom que utilitze Mac OS Leopard, ja que fins ara només podien ser utilitzats en ordinadors nous.
- Spaces permetrà la creació dels anomenats "escriptoris virtuals".
- Spootlight inclourà noves funcionalitats i permetrà també la cerca en altres ordinadors (amb permís).
- Nou escriptori amb un Dock i una barra de menú totalment renovades.
- Quick Look, que permetrà vore documents sense necessitat d'obrir-los.
- Millores en Accés Universal, sobretot al Voice Over i en el suport del Braille.
- Millores en Mail, que permetrà gestionar RSS, notes i llistes de feines per fer.
- Millores en Dashboard, com per exemple la capacitat per a crear Widgets directament des d'una plana web.
- Millores en iChat.
- Millores en el control patern, que permetrà posar restriccions a l'accés a Internet dels més menuts.
- iCal ens permetrà compartir calendaris i ens oferirà major integració amb Mail.
- Boot Camp serà inclòs, permetent la instal·lació d'altres sistemes operatius en la mateixa màquina.

## Històric de versions
| Versió Mac OS X | build | data publicació         | notes                                                                                                 |
| --------------- | ----- | ----------------------- | --- |
| 10.5.0          | 9A581 | 26 d'octubre del 2007   | Disponible en la primera comercialització DVD                                                         |
| 10.5.1          | 9B18  | 15 de novembre del 2007 | Pàgina de descàrrega d'Apple – També disponible en la segona comercialització en DVD                  |
| 10.5.2          | 9C31  | 11 de febrer del 2008   | Pàgina de descàrrega d'Apple                                                                          |
| 10.5.3          | 9D34  | 28 de maig del 2008     | Pàgina de descàrrega d'Apple                                                                          |
| 10.5.4          | 9E17  | 30 de juny del 2008     | Pàgina de descàrrega d'Apple – També disponible en la tercera comercialització en DVD                 |
| 10.5.5          | 9F33  | 15 de setembre del 2008 | Pàgina de descàrrega d'Apple                                                                          |
| 10.5.6          | 9G55  | 15 de desembre del 2008 | Pàgina de descàrrega d'Apple – També disponible en la quarta comercialització en DVD (Gener del 2009) |
| 10.5.7          | 9J61  | 12 de maig del 2009     | Pàgina de descàrrega d'Apple                                                                          |

## Crítiques
Els canvis en l'aspecte gràfic han rebut nombroses crítiques. Un dels canvis més criticats ha sigut la decisió d'utilitzar com a fons d'escriptori una fotografia d'herba banyada, ja que trenca la tradició d'utilitzar el típic fons d'escriptori Aqua, que es venia utilitzant des de la primera versió del Mac OS X i que a més, recorda a la imatge utilitzada per Microsoft per al seu nou sistema operatiu Windows Vista.
Per una altra banda ha tornat la polèmica sobre la decisió per part d'Apple de no traduir el seu sistema operatiu al català-valencià, com ja ho fan altres empreses com ara Microsoft.